# Michael O'Halloran (film 1923)
Michael O'Halloran è un film muto del 1923 diretto da James Leo Meehan che aveva come interpreti Virginia True Boardman, Ethelyn Irving, Irene Rich, Charles Clary, Claire McDowell, Charles Hill Mailes.

Il regista aveva come assistente sua moglie Jeanette Helen Porter, figlia dell'autrice del romanzo da cui prende spunto la sceneggiatura firmata dallo stesso regista. Il film, una storia che mette a confronto la malsana vita cittadina contrapposta alle leggi della tranquilla vita campagnola immersa nella natura, doveva essere il "primo di una serie di adattamenti per lo schermo dei popolari romanzi di Gene Stratton-Porter". Il romanzo Michael O'Halloran era stato pubblicato a Garden City nel 1915. L'autrice, Gene Stratton-Porter, oltre ad apparire nei credit come supervisore, fu anche produttrice del film.
Il romanzo fu portato sullo schermo altre due volte: nel 1937 uscì un Michael O'Halloran prodotto dalla Republic Pictures con Jackie Moran e Irene Manning e, nel 1948, un Michael O'Halloran che aveva come protagonista Scotty Beckett.

## Trama
Michael O'Halloran, un orfano che vive facendo lo strillone, prende sotto la sua protezione Peaches, una ragazzina storpia rimasta sola al mondo dopo la morte della nonna. L'occasionale conoscenza con l'avvocato Bruce mette Mickey in contatto con gli Harding, una coppia di agricoltori che porta lui e Peaches in campagna. La nuova vita, il cibo sano e l'aria buona danno a Peaches la forza di camminare e la ragazza si riprende. Intanto una coppia di amici di Bruce, i facoltosi Minturns, vivono un momento di crisi con Nellie, la moglie, che trascura i figli privilegiando gli impegni sociali a discapito di quelli familiari. La donna, poi, realizzerà i suoi errori, impegnandosi nel sociale, andando a lavorare in ospedale. Si riconcilia anche con il marito mentre, intorno a loro, la natura li circonda con il suo splendore.

## Produzione
Il film, prodotto dalla Gene Stratton Porter Productions, venne girato nei Thomas Ince Studios di Culver City.

## Distribuzione
Il copyright del film, richiesto dalla Gene Stratton-Porter Productions, fu registrato il 16 maggio 1923 con il numero LP18974.

Distribuito dalla W.W. Hodkinson, il film uscì nelle sale cinematografiche statunitensi il 10 giugno 1923.

### Conservazione
Non si conoscono copie ancora esistenti della pellicola che viene considerata presumibilmente perduta.